# Srbská
Srbská (německy Wünschendorf) je vesnice v okrese Liberec, jedna ze dvou částí obce Horní Řasnice. Nachází se třináct kilometrů od Frýdlantu a pět kilometrů od polské Leśny.

## Historie
První písemná zmínka o vesnici pochází z roku 1463.
Nejstarší dochované jméno vsi Srbská bylo Wuntschendorff z roku 1463 a odkazuje na původ jejích prvních obyvatel – slovanských Vendů (Lužických Srbů). Zkomolením tohoto názvu vzniklo pozdější pojmenování Wünschendorf. Obec byla lenní vsí spojenou s přeshraničními vesnicemi: Schadewaldem (dnes Smolnik) a Oertmannsdorfem (dnes Szyszkowa). Díky své poloze při hranici byla Srbská sídlem celních a finančních úřadů.
Od roku 1415 byla obec v držení šlechtického rodu Debschitzů (i Döbschütz), po smrti bezdětného Georga von Debschitz († 8. April 1632 Marklissa) se obec dostala do rukou hraběte Matyáše Gallase (†1647 Vídeň). Ten nechal zřídit protireformační komisi, jež měla za úkol donutit zdejší protestantské poddané k přestoupení na katolickou víru. Protože bylo rekatolizační úsilí komise bezúspěšné, byli v únoru 1652 obyvatelé Srbské přepadeni a hnáni vojáky na koních ze Srbské do Frýdlantu – do zámecké kaple, kde na ně čekali jezuité. Rychtář a zástupci dalších vsí z Frýdlantska už byli od předešlého dne ve vězení. Pokatoličtění poddaní byli propuštěni, ostatní skončili ve vězení, odkud mohli být propuštěni až po změně vyznání. Proto byly v Srbské v roce 1654 obydleny pouze dvě z 38 usedlostí – poddaní trvale prchali do evangelické Lužice. Jen v roce 1652 přišlo do Leśny několik desítek rodin exulantů z této oblasti. Exulanti z Frýdlantska se zasloužili o hospodářský rozvoj na opačné straně hranice, tam si založili i několik vesnic.
Podruhé se zdejší poddaní vzepřeli své vrchnosti v roce 1706. Jejich zástupci však byli nakonec na Hrubé Skále donuceni slíbit krajskému hejtmanu poslušnost (dva z nich byli dokonce uvězněni, podařilo se jim však uprchnout). Faktem je, že zdejší obyvatelé byli protestanty, poté exulanty a až později se zde usadili katolíci. Po vydání tolerančního patentu, od roku 1808, zde po dlouhou dobu existovaly vedle sebe školy obou vyznání.

## Přepadení zdejší celnice

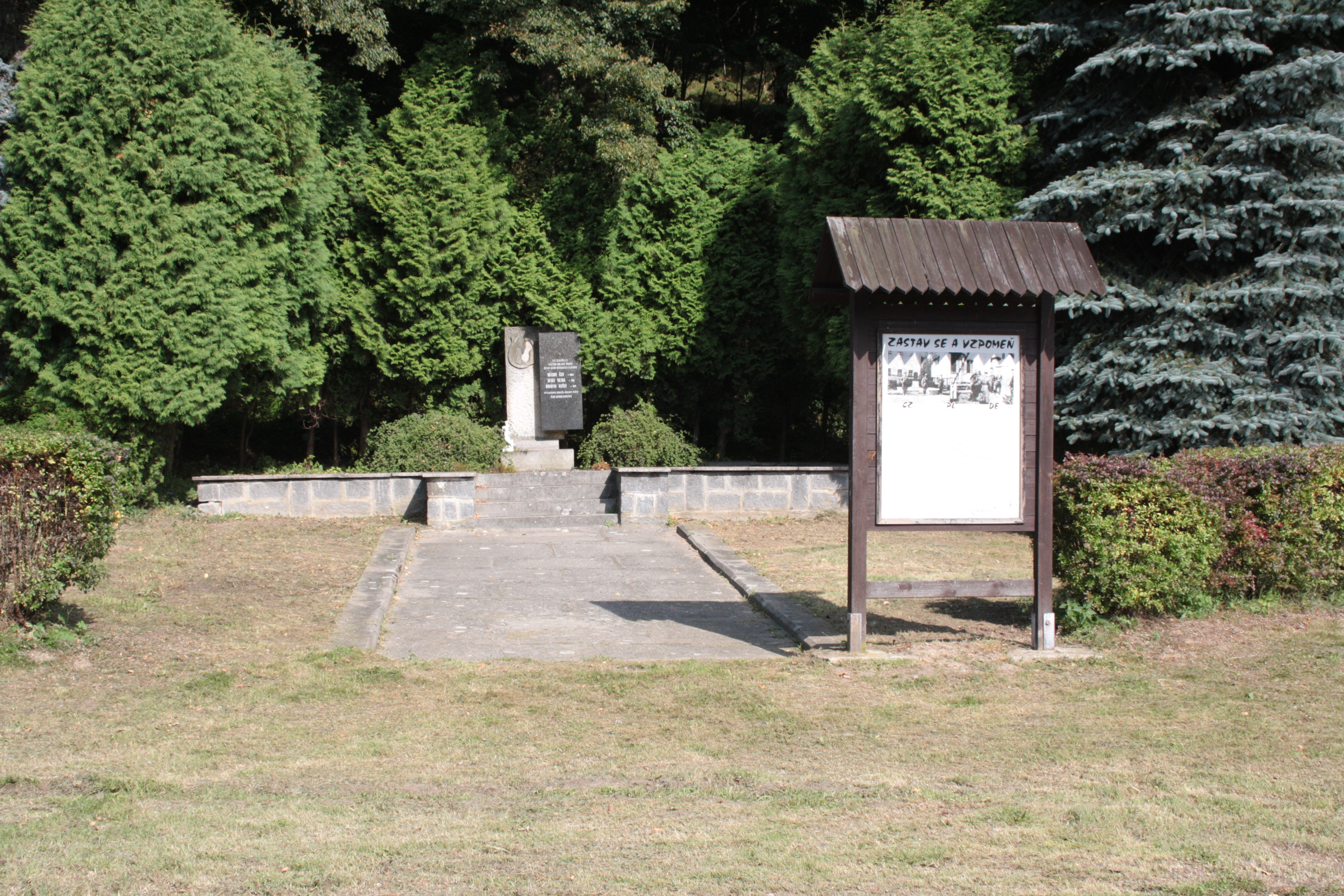
Pomník upomínající na událost

Pomník u celnice připomíná 23. září 1938, kdy se tři zdejší celníci stali obětí přepadu nacistických diverzantů. Ve vsi v té době žilo přes 600 Němců a asi dvacet Čechů a byl zde povolen malý pohraniční styk využívaný obyvateli z obou stran hranice při cestě za prací. Dne 23. září kolem 23. hodiny se na československou celnici dostavili dva českoslovenští Němci cestující do Německa. Když byl službu konající recipient finanční stráže Václav Čep zaměstnán celním odbavením těchto příchozích, jeden z nich jej střelil do spánku. Další dva dozorci stráže Josef Vojta a Bohumil Hošek se vzápětí ocitli pod palbou diverzantů. Prvně jmenovaný zahynul na místě, druhý po převozu do frýdlantské nemocnice. Oba útočníci poté uprchli do Německa, odkud se na československou celnici snesla silná kulometná palba. Celnici v té době bránili pouze dva dozorci: Bohumil Novotný a Josef Uher. Ti svá stanoviště opustili až v půl třetí, kdy oba muži (v té době již zranění) navázali kontakt s místním družstvem stráže obrany státu. Přibližně v pět hodin se na místo přestřelky dostavilo přivolané vojsko.